# Manita Shahi
Manita Shahi (28 de septiembre de 1981) es una deportista nepalí que compitió en taekwondo. Ganó una medalla de bronce en los Juegos Asiáticos de 2006 en la categoría de –63 kg.

## Palmarés internacional
| Juegos Asiáticos | Juegos Asiáticos | Juegos Asiáticos  | Juegos Asiáticos |
| Año              | Lugar            | Medalla           | Categoría        |
| ---------------- | ---------------- | ----------------- | ---------------- |
| 2006             | Doha (Catar)     | Medalla de bronce | –63 kg           |